# Calcedònia (mineral)
La calcedònia és un mineral varietat del quars, d'estructura microcristal·lina, amb fórmula química SiO₂. Cristal·litza en el sistema trigonal, té una duresa de 7 en l'escala de Mohs, fractura concoidal, exfoliació absent, brillantor vítria i ratlla blanca.
El terme «calcedònia» deriva de Khalkedon, una antiga ciutat localitzada a la regió del Bòsfor.

## Cristal·lització i aspecte
Una de les principals característiques de la calcedònia des del punt de vista mineralògic és la seua estructura. Com ja s'ha dit abans, es tracta d'un mineral relacionat amb el quars, amb el qual comparteix la mateixa fórmula química; no obstant això, la calcedònia no forma cristalls ben desenrotllats. Els cristalls que donen cos a aquest mineral són diminuts, tan xicotets que resulten inapreciables, i es troben densament empaquetats els uns amb els altres per a formar unes fibres que queden immerses en una matriu més o menys amorfa. Aquesta estructura es coneix amb el nom d'estructura microcristal·lina.
A causa d'aquest apinyament tan dens, la calcedònia sol aparéixer en formes radials, estalactítiques, arrenyonades o arraïmades, així com en masses amorfes o nodulars de coloració variable.

### La flor de calcedònia
Les flors de calcedònia, també conegudes com a calcedònia flor, són concrecions que es formen molt lentament. Solen fer-ho dintre les llargues fissures d'algunes formacions basàltiques, la qual cosa fa que els exemplars presenten un aspecte tot aplanat. Tenen un nòdul més o menys esfèric i de color variable, entre blanc, groc i gris. A partir d'aquest nòdul s'estenen unes superfícies rugoses d'un bell gris blavós, encara que també poden adquirir, formant bandes concèntriques, tons negres o blancs. Aquestes superfícies rugoses poden ser planes o alçar-se en forma de bol, formant les flors.
La formació dels cristalls a la vora de la calcedònia es produeix quan el líquid mineralitzant ric en sílice és net i circula en prou quantitat i lentament.
Algunes flors de calcedònia a vegades estan cobertes per altres minerals, especialment cristalls de calcita o d'hematites.
Les flors de calcedònia del Brasil poden produir fluorescència groga intensa, sobretot si tenen intercalats a la seua estructura nivells d'òpal blanc o d'hialita, un òpal incolor i transparent.

## Varietats

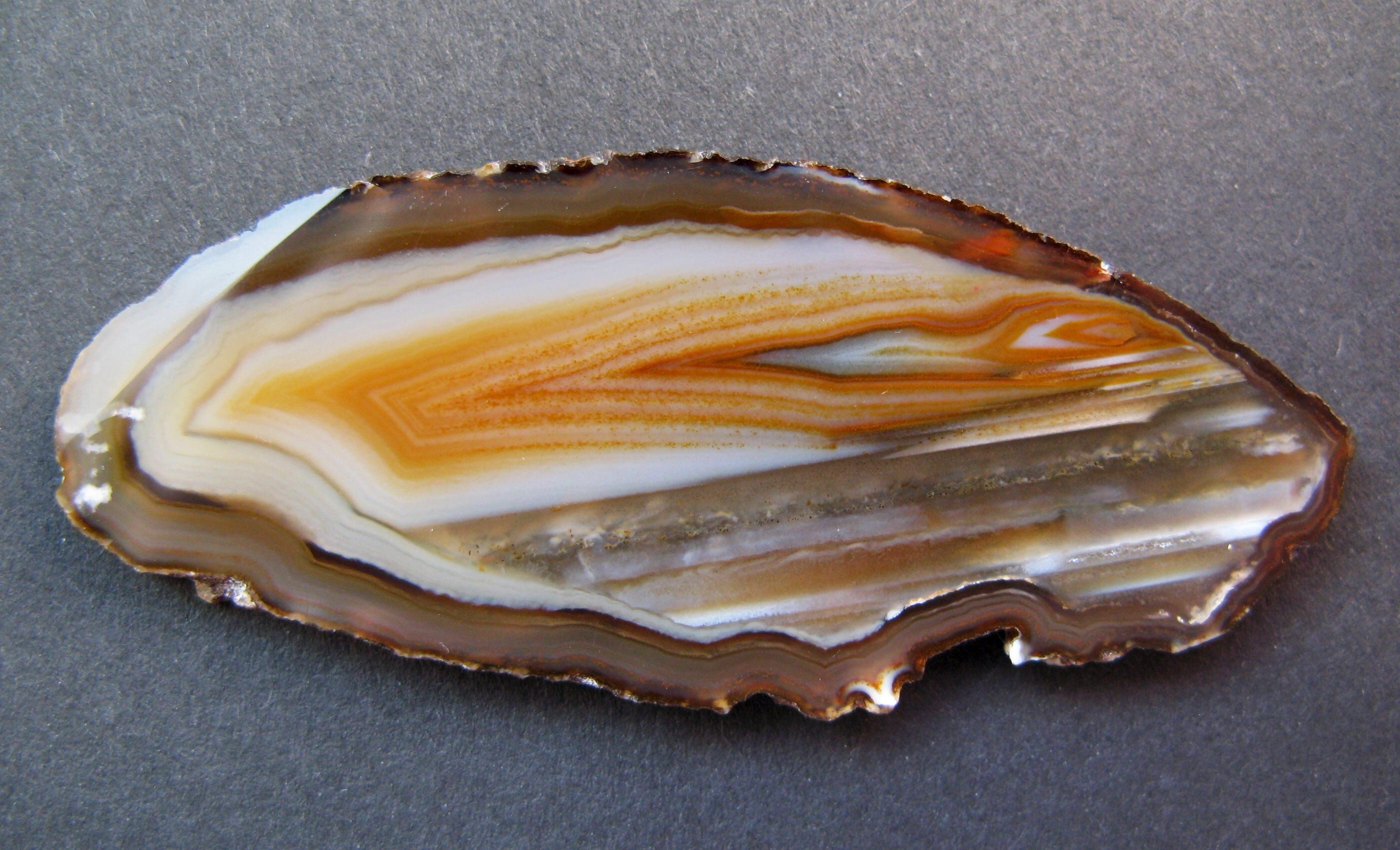
Àgata

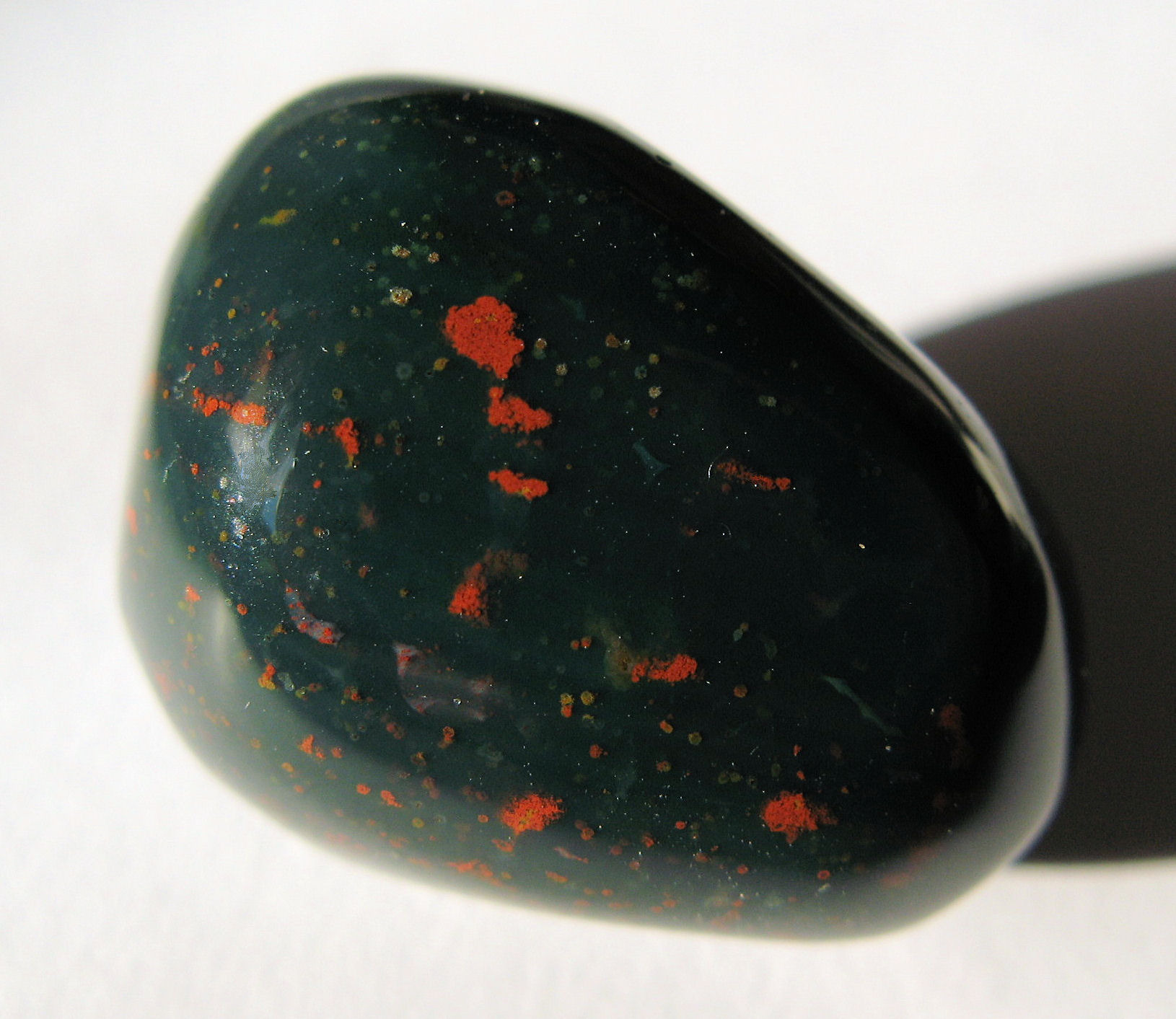
Heliotropi

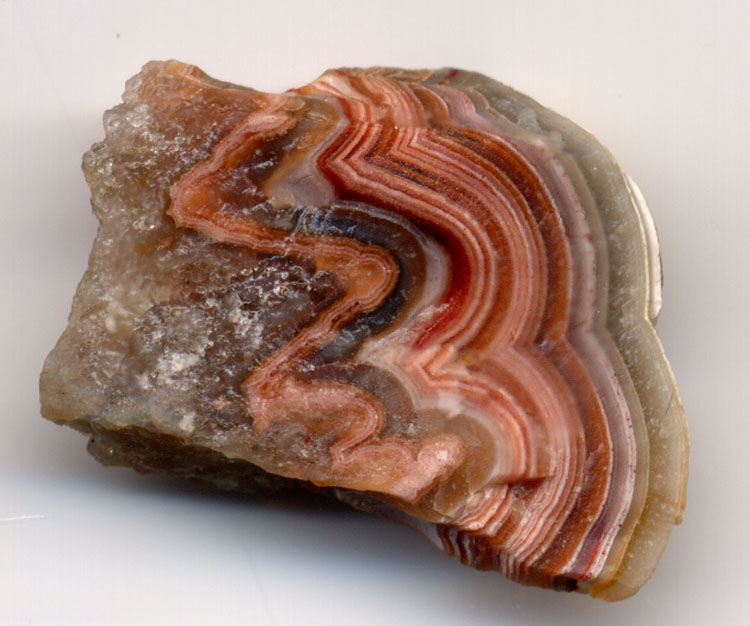
Sardònix

A pesar que la calcedònia es podria definir en ella mateixa com una varietat del quars microcristal·lí, el nom engloba, en realitat, un ampli conjunt de minerals que comparteixen les mateixes característiques estructurals i químiques, però que en gemmologia es consideren pedres diferents, ja que presenten importants variacions quant a altres propietats físiques de gran importància, com ara l'aspecte o el color. En aquest grup s'integren minerals com els següents:
- L'àgata, varietat que presenta una estructura de bandes concèntriques d'acord amb l'estructura nodular del material;
- La cornalina, varietat translúcida de color rogenc;
- El crisopras, varietat translúcida de color verd;
- L'heliotropi, varietat de color verd fosc amb taques o bandes rogenques;
- El jade d'Oregon, varietat de color verd semblant al jade;
- L'ònix, varietat llistada de diferents colors semblant a l'àgata, formada per capes concèntriques o planes i usada com a pedra ornamental, especialment per a la confecció de camafeus;
- La pedra de sang, varietat de color verd fosc amb taques roges;
- El prasi, varietat opaca i de color verd grisós a causa de les inclusions de cristalls d'actinolita que conté;
- La sarda, varietat translúcida de color groc o vermell fosc;
- El sardònix, varietat que presenta una alternança de franges roges (com la sarda) i blanques (com l'ònix).

En alguns casos només s'inclouen sota el nom general de calcedònia les varietats microcristal·lines fibroses, de manera que els agregats naturals, com el jaspi, en queden fora i formen un grup a banda.

## Aplicacions i característiques en gemmologia
La calcedònia troba les seues aplicacions més importants en l'àmbit de la gemmologia, tant per la bellesa d'algunes de les seues varietats com per algunes de les seues característiques físiques.
La relativa facilitat amb què es pot treballar la calcedònia fa que la seua utilització en gemmologia per a l'elaboració de joies siga habitual, sobretot la d'algunes varietats especialment belles a causa de la seua coloració natural. De totes maneres, el seu valor va ser molt més elevat en l'antiguitat, quan era considerada una de les pedres més valuoses.

### La varietat blava
La calcedònia blava és la que posseeix un valor més gran en el terreny comercial i se sol treballar en caboixó o en làmines planes la transparència de les quals pot ser molt variable. Les millors pedres per a aquests treballs procedeixen dels jaciments localitzats a Namíbia. En l'actualitat és freqüent trobar gemmes de calcedònia blava que, en realitat, són talles de calcedònia comuna o grisenca i que han estat manipulades i tenyides per a aconseguir la imitació. En aquest cas el material resultant sol ser d'un color més uniforme. Per a realitzar aquestes imitacions s'utilitza una base d'àgata, de manera que un examen acurat permet endevinar el travessat característic d'aquesta pedra, que ha estat parcialment amagat pel tint.

### Tints naturals

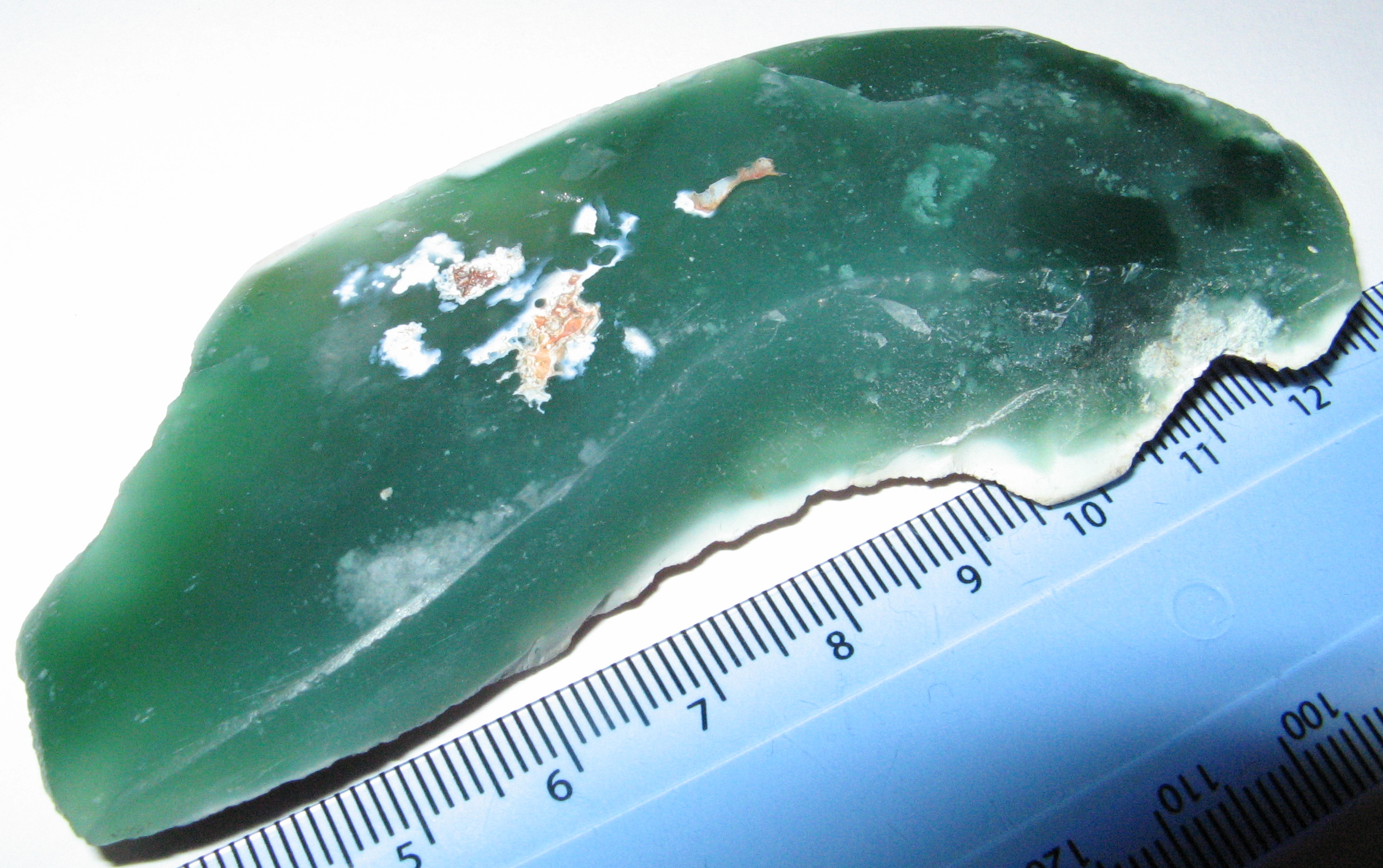
Mtorolita

L'estructura de la calcedònia provoca una disminució de la duresa i altres característiques físiques respecte a les que presenten les varietats macrocristal·lines del quars. A més, la seua escassa homogeneïtat permet l'aparició de porus diminuts en els quals aquest mineral pot absorbir diversos tints que varien la seua coloració natural.
Però no totes les calcedònies tenyides tenen origen artificial. Algunes varietats deuen la seua coloració, de vegades molt bella, a la presència d'impureses en la seua estructura. Aquest és el cas de la varietat coneguda amb el nom de mtorolita, descoberta a Zimbàbue el 1955, l'atractiva coloració verda de la qual es deu a la presència de crom.

### Ús industrial
La calcedònia posseeix unes propietats semblants a les del quars, per la qual cosa podria ser usada amb els mateixos fins que l'anterior mineral. A més, algunes característiques físiques descrites anteriorment podrien permetre utilitzar-la amb diverses finalitats que les requerisquen. Amb tot, pràcticament la seua utilització està reduïda a la gemmologia.